# 赤見町
赤見町（あかみまち）は栃木県の南西部、安蘇郡に属していた町である。

## 地理
- 河川：旗川、彦馬川、出流川

## 歴史
- 1531年 （享禄4年）中世から近世にかけての名医である曲直瀬道三と田代三喜が赤見で出会う[1]。
- 1889年（明治22年）4月1日 町村制施行により赤見村、小中村、石塚村、出流原村、寺久保村が合併し赤見村となる。
- 1891年（明治24年）11月7日 小中が旗川村へ編入される。
- 1948年（昭和23年）4月1日 町制施行し赤見町となる。
- 1955年（昭和30年）3月31日 佐野市へ編入され消滅。

## 行政
- 赤見村長

| 代 | 氏名       | 就任                       | 退任                       | 備考 |
| -- | ---------- | -------------------------- | -------------------------- | ---- |
| 1  | 天海浜吉   | 1889年（明治22年）5月7日   | 1891年（明治24年）11月5日  |      |
| 2  | 大竹謙作   | 1892年（明治25年）4月25日  | 1894年（明治27年）7月24日  |      |
| 3  | 長竹良吉   | 1894年（明治27年）8月11日  | 1898年（明治31年）8月10日  |      |
| 4  | 長竹良吉   | 1898年（明治31年）8月18日  | 1899年（明治32年）4月16日  |      |
| 5  | 芝宮民吉   | 1899年（明治32年）5月17日  | 1899年（明治32年）7月18日  |      |
| 6  | 大竹謙作   | 1899年（明治32年）12月24日 | 1903年（明治36年）12月23日 |      |
| 7  | 大竹謙作   | 1903年（明治36年）12月28日 | 1907年（明治40年）12月28日 |      |
| 8  | 新井包作   | 1908年（明治41年）1月6日   | 1912年（明治45年）1月5日   |      |
| 9  | 関根代八   | 1912年（明治45年）1月17日  | 1916年（大正5年）1月10日   |      |
| 10 | 関根代八   | 1916年（大正5年）1月11日   | 1916年（大正5年）7月24日   |      |
| 11 | 青木織一郎 | 1916年（大正5年）9月25日   | 1920年（大正9年）9月24日   |      |
| 12 | 青木織一郎 | 1920年（大正9年）9月27日   | 1921年（大正10年）1月11日  |      |
| 13 | 島田清次郎 | 1921年（大正10年）1月24日  | 1922年（大正11年）8月28日  |      |
| 14 | 尾花清吉   | 1922年（大正11年）11月11日 | 1926年（大正15年）11月10日 |      |
| 15 | 塩島要助   | 1926年（大正15年）11月11日 | 1929年（昭和4年）6月10日   |      |
| 16 | 新井包作   | 1929年（昭和4年）6月16日   | 1933年（昭和8年）6月15日   |      |
| 17 | 須藤勝一郎 | 1933年（昭和8年）7月8日    | 1937年（昭和12年）6月25日  |      |
| 18 | 須藤勝一郎 | 1937年（昭和12年）7月8日   | 1941年（昭和16年）5月4日   |      |
| 19 | 亀田幸助   | 1941年（昭和16年）5月20日  | 1946年（昭和21年）12月5日  |      |
| 20 | 天海陸平   | 1947年（昭和22年）4月5日   | 1948年（昭和23年）3月31日  |      |

- 赤見町長

| 代 | 氏名     | 就任                      | 退任                      | 備考 |
| -- | -------- | ------------------------- | ------------------------- | ---- |
| 1  | 天海陸平 | 1948年（昭和23年）4月1日  | 1951年（昭和26年）4月4日  |      |
| 2  | 天海陸平 | 1951年（昭和26年）4月23日 | 1955年（昭和30年）3月30日 |      |

出典:『栃木県町村合併誌 第三巻下』, p. 105-106